# Glen Lean
De Glen Lean is een glen (dal) op het schiereiland Cowal in Argyll and Bute (Schotland).
Het is duidelijk gevormd tijdens de ijstijd en heeft op bepaalde plekken bijna verticale wanden. Het loopt van het uiteinde van het Holy Loch in het oosten tot het uiteinde van het Loch Striven in het westen. Het enige gehucht in de glen is Clachaig. De Little Eachiag River stroomt uit de glen, samen met de River Eachaig en stroomt in het Holy Loch. De Tarsan Dam is de enige andere bezienswaardigheid in de glen. Er zijn verder nog gebouwen van een kruitmolen, gebouwd in 1840, in Clachaig. Er loopt ook een enkele autoweg door de glen, de B836.